# Appias sylvia
Appias sylvia é uma borboleta da família Pieridae.  Pode ser encontrada no Senegal, Gâmbia, Guiné, Serra Leoa, Libéria, Costa do Marfim, Gana, Togo, Benim, Nigéria, Guiné Equatorial (Bioko), Camarões, República do Congo, República Centro-Africana, República Democrática do Congo, Sudão, Etiópia, Angola, Namíbia, Zâmbia, Quénia, Uganda, Tanzânia e Malawi. O habitat é constituído por florestas.
Os machos agregam-se em locais húmidos e ambos os sexos são atraídos pelas flores.
As larvas alimentam-se de Drypetes (incluindo Drypetes ugandensis e Drypetes gerrardii ), espécies Phyllanthus e Ritchiea .

## Sub-espécies
- Como. sylvia (Senegal, Gâmbia, Guiné, Serra Leoa, Libéria, Costa do Marfim, Gana, Togo, Benin, sul da Nigéria, Bioko, Camarões, Congo, República Centro-Africana, norte da República Democrática do Congo)
- Como. abyssinica Talbot, 1932 (sudoeste da Etiópia)
- Como. nyasana (Butler, 1897) (República Democrática do Congo, nordeste da Namíbia, nordeste da Zâmbia, oeste do Quénia, Uganda, Tanzânia, Malauí)
- Como. sudanensis Talbot, 1932 (sul do Sudão)
- Como. zairiensis Berger, 1981 (República Democrática do Congo)